# Francia ai Giochi della XXXI Olimpiade
La Francia ha partecipato ai Giochi della XXXI Olimpiade, che si sono svolti a Rio de Janeiro, Brasile, dal 5 al 21 agosto 2016.

## Medaglie
| Riepilogo quotidiano | Riepilogo quotidiano | Riepilogo quotidiano | Riepilogo quotidiano | Riepilogo quotidiano | Riepilogo quotidiano | Riepilogo quotidiano |
| -------------------- | -------------------- | -------------------- | -------------------- | -------------------- | -------------------- | -------------------- |
| Giorno               | Data                 |                      |                      |                      | Totale               |                      |
| 1º                   | 6                    | 0                    | 0                    | 0                    | 0                    |                      |
| 2º                   | 7                    | 0                    | 1                    | 0                    | 1                    |                      |
| 3º                   | 8                    | 0                    | 0                    | 0                    | 0                    |                      |
| 4º                   | 9                    | 2                    | 2                    | 1                    | 5                    |                      |
| 5º                   | 10                   | 0                    | 0                    | 0                    | 0                    |                      |
| 6º                   | 11                   | 0                    | 1                    | 4                    | 5                    |                      |
| 7º                   | 12                   | 3                    | 3                    | 0                    | 6                    |                      |
| 8º                   | 13                   | 0                    | 1                    | 0                    | 1                    |                      |
| 9º                   | 14                   | 2                    | 0                    | 2                    | 4                    |                      |
| 10º                  | 15                   | 0                    | 1                    | 1                    | 2                    |                      |
| 11º                  | 16                   | 0                    | 2                    | 3                    | 5                    |                      |
| 12º                  | 17                   | 1                    | 0                    | 1                    | 2                    |                      |
| 13º                  | 18                   | 0                    | 1                    | 2                    | 3                    |                      |
| 14º                  | 19                   | 1                    | 2                    | 0                    | 3                    |                      |
| 15º                  | 20                   | 0                    | 3                    | 0                    | 3                    |                      |
| 16º                  | 21                   | 1                    | 1                    | 0                    | 2                    |                      |
| Totale               | Totale               | 10                   | 18                   | 14                   | 42                   |                      |

### Medagliere per disciplina
| Sport              | Oro | Argento | Bronzo | Totale |
| ------------------ | --- | ------- | ------ | ------ |
| Pugilato           | 2   | 2       | 2      | 6      |
| Judo               | 2   | 2       | 1      | 5      |
| Canottaggio        | 2   | 1       | 2      | 5      |
| Equitazione        | 2   | 1       | 0      | 3      |
| Scherma            | 1   | 1       | 1      | 3      |
| Vela               | 1   | 0       | 2      | 3      |
| Atletica leggera   | 0   | 3       | 3      | 6      |
| Nuoto              | 0   | 2       | 1      | 3      |
| Pallamano          | 0   | 2       | 0      | 2      |
| Tiro a segno/volo  | 0   | 1       | 1      | 2      |
| Pentathlon moderno | 0   | 1       | 0      | 1      |
| Taekwondo          | 0   | 1       | 0      | 1      |
| Tiro con l'arco    | 0   | 1       | 0      | 1      |
| Ciclismo           | 0   | 0       | 1      | 1      |
| Totale             | 10  | 18      | 14     | 42     |

### Medaglie d'oro
| Medaglia | Nome                                                             | Sport       | Evento                            |
| -------- | ---------------------------------------------------------------- | ----------- | --------------------------------- |
| Oro      | Denis Gargaud Chanut                                             | Canoa/kayak | Slalom C1 maschile                |
| Oro      | Jérémie Azou Pierre Houin                                        | Canottaggio | 2 di coppia pesi leggeri maschile |
| Oro      | Karim Laghouag Thibaut Vallette Mathieu Lemoine Astier Nicolas   | Equitazione | Concorso completo a squadre       |
| Oro      | Philippe Rozier Kevin Staut Roger Yves Bost Penelope Leprevost   | Equitazione | Salto ostacoli a squadre          |
| Oro      | Émilie Andéol                                                    | Judo        | +78 kg femminile                  |
| Oro      | Teddy Riner                                                      | Judo        | +100 kg maschile                  |
| Oro      | Estelle Mossely                                                  | Pugilato    | Pesi leggeri femminile            |
| Oro      | Tony Yoka                                                        | Pugilato    | Pesi supermassimi                 |
| Oro      | Gauthier Grumier Daniel Jerent Yannick Borel Jean-Michel Lucenay | Scherma     | Spada a squadre maschilei         |
| Oro      | Charline Picon                                                   | Vela        | RS:X femminile                    |

### Medaglie d'argento
| Medaglia | Nome | Sport              | Evento                                      |
| -------- | --- | ------------------ | ------------------------------------------- |
| Argento  | Mélina Robert-Michon | Atletica leggera   | Lancio del disco femminile                  |
| Argento  | Renaud Lavillenie | Atletica leggera   | Salto con l'asta maschile                   |
| Argento  | Kévin Mayer | Atletica leggera   | Decathlon                                   |
| Argento  | Maxime Beaumont | Canoa/kayak        | K1 200 metri maschile                       |
| Argento  | Astier Nicolas | Equitazione        | Concorso completo individuale               |
| Argento  | Clarisse Agbegnenou | Judo               | 63 kg femminile                             |
| Argento  | Audrey Tcheuméo | Judo               | 78 kg femminile                             |
| Argento  | Mehdy Metella Fabien Gilot Florent Manaudou Jérémy Stravius | Nuoto              | Staffetta 4x100 metri stile libero maschile |
| Argento  | Florent Manaudou | Nuoto              | 50 metri stile libero maschili              |
| Argento  | Camille Ayglon Chloé Bulleux Blandine Dancette Siraba Dembélé Béatrice Edwige Laura Glauser Manon Houette Alexandra Lacrabère Laurisa Landre Amandine Leynaud Gnonsiane Niombla Estelle Nze Minko Allison Pineau Grâce Zaadi          | Pallamano          | Torneo femminile                            |
| Argento  | Olivier Nyokas Daniel Narcisse Vincent Gérard Nikola Karabatić Kentin Mahé Mathieu Grébille Thierry Omeyer Timothey N'Guessan Luc Abalo Cédric Sorhaindo Michaël Guigou Luka Karabatić Ludovic Fabregas Adrien Dipanda Valentin Porte | Pallamano          | Torneo maschile                             |
| Argento  | Élodie Clouvel | Pentathlon moderno | Gara femminile                              |
| Argento  | Sofiane Oumiha | Pugilato           | Pesi leggeri maschile                       |
| Argento  | Sarah Ourahmoune | Pugilato           | Pesi mosca femminile                        |
| Argento  | Enzo Lefort Jérémy Cadot Erwann Le Péchoux Jean-Paul Tony Helissey | Scherma            | Fioretto a squadre maschil                  |
| Argento  | Haby Niaré | Taekwondo          | 67 kg femminile                             |
| Argento  | Jean Quiquampoix | Tiro               | Pistola 25 metri automatica maschile        |
| Argento  | Jean-Charles Valladont | Tiro con l'arco    | Individuale maschile                        |

### Medaglie di bronzo
| Medaglia | Nome                                                              | Sport            | Evento                                 |
| -------- | ----------------------------------------------------------------- | ---------------- | -------------------------------------- |
| Bronzo   | Dimitri Bascou                                                    | Atletica leggera | 110 metri ostacoli                     |
| Bronzo   | Christophe Lemaitre                                               | Atletica leggera | 200 metri piani maschili               |
| Bronzo   | Mahiedine Mekhissi-Benabbad                                       | Atletica leggera | 3000 metri siepi maschili              |
| Bronzo   | Gauthier Klauss Matthieu Péché                                    | Canoa/kayak      | Slalom C2 maschile                     |
| Bronzo   | Franck Solforosi Thomas Baroukh Guillaume Raineau Thibault Colard | Canottaggio      | 4 senza pesi leggeri                   |
| Bronzo   | Grégory Baugé Michaël D'Almeida François Pervis                   | Ciclismo         | Velocità a squadre maschile            |
| Bronzo   | Cyrille Maret                                                     | Judo             | 100 kg maschile                        |
| Bronzo   | Marc-Antoine Olivier                                              | Nuoto            | 10 km maschili                         |
| Bronzo   | Mathieu Bauderlique                                               | Pugilato         | Pesi mediomassimi                      |
| Bronzo   | Souleymane Cissokho                                               | Pugilato         | Pesi welter                            |
| Bronzo   | Gauthier Grumier                                                  | Scherma          | Spada individuale maschile             |
| Bronzo   | Alexis Raynaud                                                    | Tiro             | Carabina 50 metri 3 posizioni maschile |
| Bronzo   | Camille Lecointre Hélène Defrance                                 | Vela             | 470 femminile                          |
| Bronzo   | Pierre Le Coq                                                     | Vela             | RS:X maschile                          |

## Atletica
La Francia ha qualificato a Rio i seguenti atleti:
- 100m maschili - 2 atleti (Jimmy Vicaut e Christophe Lemaitre)
- 200m maschili - 1 atleta (Christophe Lemaitre)
- 400m femminili - 2 atleti (Floria Guei e Floria Guei)
- 800m femminili - 1 atleta (Renelle Lamote)
- 20 km maschili - 2 atleti (Yohann Diniz e Bertrand Moulinet)
- 100m ostacoli maschili - 3 atleti (Più di 3 atleti hanno raggiunto lo standard olimpico)
- 400m ostacoli femminili - 1 atleta (Aurélie Chaboudez)
- Lancio del martello femminile - 1 atleta (Alexandra Tavernier)
- Salto triplo maschile - 1 atleta (Teddy Tamgho)
- Salto triplo femminile - 1 atleta (Jeanine Assani-Issouf)
- Salto con l'asta maschile - 3 atleti (Renaud Lavillenie, Kevin Menaldo e Valentin Lavillenie)
- Staffetta 4x100 maschile
- Staffetta 4x400m femminile
- Decathlon maschile - 1 atleta (Bastien Auzeil)

## Nuoto
| Atleta                                                          | Evento         | Batterie | Batterie   | Semifinali      | Semifinali      | Finale          | Finale          |
| Atleta                                                          | Evento         | Tempo    | Classifica | Tempo           | Classifica      | Tempo           | Classifica      |
| --------------------------------------------------------------- | -------------- | -------- | ---------- | --------------- | --------------- | --------------- | --------------- |
| Marie Wattel                                                    | 100 m farfalla | 58"90    | 23ª        | non qualificata | non qualificata | non qualificata | non qualificata |
| Beryl Gastaldello                                               | 100 m farfalla | 58"93    | 24ª        | non qualificata | non qualificata | non qualificata | non qualificata |
| Lara Grangeon                                                   | 400 m misti    | 4:43"98  | 22ª        | N.D.            | N.D.            | non qualificata | non qualificata |
| Fantine Lesaffre                                                | 400 m misti    | 4:44"47  | 23ª        | N.D.            | N.D.            | non qualificata | non qualificata |
| Beryl Gastaldello Charlotte Bonnet Mathilde Cini Anna Santamans | 4×100 m libero | 3:36"85  | 8ª C       | N.D.            | N.D.            | 3:37"45         | 7ª              |

| Atleta         | Evento       | Batterie | Batterie   | Semifinali | Semifinali | Finale  | Finale     |
| Atleta         | Evento       | Tempo    | Classifica | Tempo      | Classifica | Tempo   | Classifica |
| -------------- | ------------ | -------- | ---------- | ---------- | ---------- | ------- | ---------- |
| Jordan Pothain | 400 m libero | 3:45,43  | 8ª C       | N.D.       | N.D.       | 3:49,07 | 8ª         |